# A Hiena dos Mares
A Hiena dos Mares (em inglês:  Two Years Before the Mast) é um filme de aventura biográfica estadunidense de 1946, dirigido por John Farrow para a Paramount Pictures. O roteiro de George Bruce e Seton I. Miller adapta o livro homônimo de memórias de viagem de Richard Henry Dana Jr..

## Elenco
- Alan Ladd...Charles Stewart
- Brian Donlevy...Richard Henry Dana
- William Bendix...Imediato Amazeen
- Barry Fitzgerald...Terence O'Feenaghty, o cozinheiro
- Howard Da Silva...Capitão Thompson
- Esther Fernández...Maria Dominguez
- Albert Dekker...Brown
- Luis Van Rooten...Oficial Foster
- Darryl Hickman...Sam Hooper
- Roman Bohnen...Macklin
- Ray Collins...Gordon Stewart
- Theodore Newton...Hayes
- Tom Powers...Bellamer
- James Burke...Carrick
- Frank Faylen...Hansen

Também fizeram parte do elenco: Dorothy Granger, Kitty Kelly, Barry Macollum, Cyril Ring e Duncan Renaldo

## Sinopse
Em 1834, o proprietário do navio mercante Pilgrim, Gordon Stewart, fica feliz com o tirânico capitão Thompson expulso da Marinha que consegue chegar ao porto de Boston mais uma vez antes do previsto. O capitão quer partir logo, pedindo pressa no carregamento e alistamento de nova tripulação. Com a dificuldade de conseguir marinheiros, os oficiais liderados pelo rude Imediato Amazeen vão para os arredores do porto capturando todos os homens que encontram para levá-los a bordo. Dentre eles está o jovem perdulário e dissoluto Charles Stewart que, ao discutir com Amazeen num bar, é espancado e levado também. No mesmo lugar está Richard Henry Dana Jr. que pede para ir voluntariamente. Ao acordar em alto-mar, Charles se identifica como filho do dono do navio e pede para ser enviado de volta, mas o capitão se nega alegando que isso o atrasará. Em terra, o pai desiste de protestar junto às autoridades pois acha que será uma boa lição para o filho. Charles é obrigado a trabalhar como marinheiro e evita se misturar com os outros mas acaba ficando amigo do pequeno Sam, que embarcara como clandestino. Dana também começa a escrever um diário, alegando que se voluntariara devido a seu irmão te sido morto na viagem anterior e quisera saber como era a vida a bordo. Ao pararem em Pernambuco para pegarem duas passageiras, a mexicana Maria Dominguez e sua criada, o capitão arrisca o navio ao navegar por entre os recifes da costa à noite. Apesar da falta de provisões ele se nega a desembarcar pois quer bater um novo recorde de velocidade chegando antes do previsto no porto de San Francisco na Califórnia. A tripulação fica descontente com o capitão e os oficiais quando os casos de escorbuto começam a aparecer, causando mortes. E Charles resolve apoiar os marinheiros.

## Produção
Edward Small anunciou os planos para adaptação do livro em 1939, negociando com a United Artists. Mas as conversas foram interrompidas com a Segunda Guerra Mundial. Novos anúncios aconteceram em 1940 e 1941 mas a produção não teve inicio. A Paramount acabou por comprar os direitos de Small em 1943, incluindo um roteiro de Seton I Miller para a produção de 1939. Miller era agora produtor e escritor da Paramount. Alan Ladd foi anunciado como o protagonista.
Alan Ladd machucou as costas durante as filmagens e ficou uma semana sem trabalhar.